# Dauphin de Chine
Lipotes vexillifer
Ne doit pas être confondu avec Baïji.
Genre
Espèce
Répartition géographique
Statut de conservation UICN

PEC2a(i,ii); D 
Données 2017 : Peut-être éteint
Statut CITES
Le dauphin de Chine ou baïji (Lipotes vexillifer) est un dauphin d'eau douce vivant uniquement dans le fleuve Yangzi Jiang, en Chine. Il est avec le marsouin du golfe de Californie le cétacé le plus menacé d'extinction. Aujourd'hui il est peut-être même éteint. C'est le seul membre de son genre. D'autres noms communs lui sont connus : dauphin du Chang Jiang, dauphin du Yangzi, déesse du Yangzi et en chinois baiji.

## Description

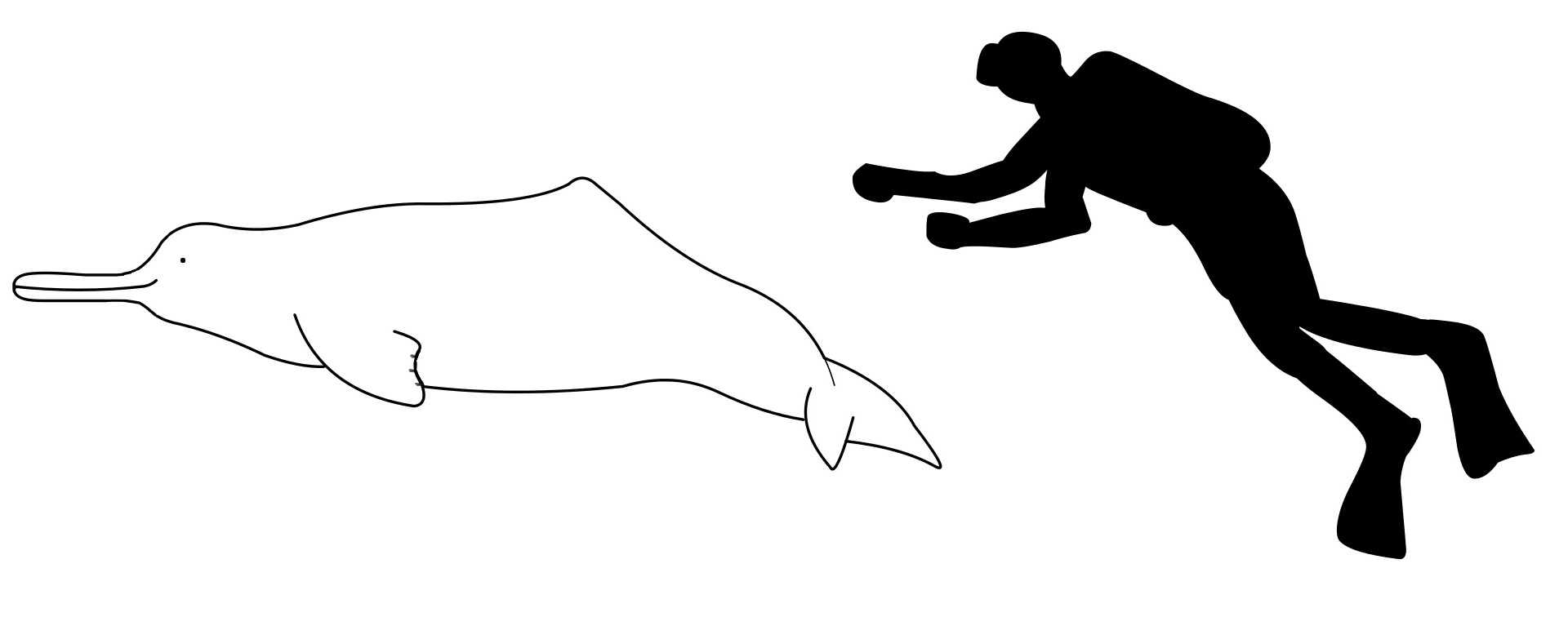
Taille comparée de l'homme et du dauphin de Chine.

Ce dauphin mesure entre 1,40 m et 2,50 m de long et pèse entre 100 et 160 kg.
Son rostre, qui peut atteindre 58 cm de long, est légèrement spatulé. Il est adapté pour attraper les poissons ou les crabes qui composent sa nourriture.
En 1914, un Américain alors âgé de 17 ans, Charles M. Hoy (en), tua un spécimen et en rédigea une description : « Dauphin abattu dans le lac Dongting, Longueur-7 pieds 6, Colonne vertébrale cervicale 7 os simples. Nombre total de vertèbres cervicales-45. Couleur dos bleu-gris, ventre blanc. Yeux très petits. Acupuncture en forme d'oreille. Évent divisé en deux canaux à une profondeur de 1 pouce. Long nez et mince. Dents 129, mâchoire supérieure 65, mâchoire inférieure 64. Quand il a été abattu, il a pleuré, ressemblant à un veau de buffle. »

## Histoire

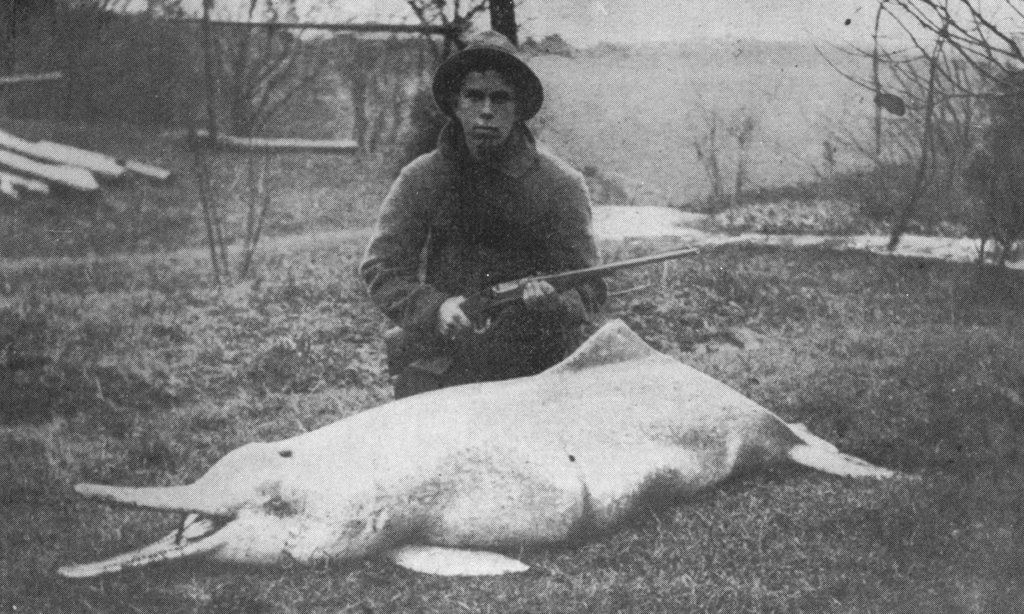
Dauphin de Chine abattu en 1914 par Charles Hoy.

Les découvertes fossiles indiquent que le dauphin de Chine a migré du Pacifique vers le fleuve Yangzi Jiang il y a 20 000 ans.
Ces dauphins sont déjà décrits sous la dynastie Han dans une encyclopédie biologique, Er ya. 
On estime qu’au début du XXe siècle la population des dauphins de Chine comptait environ 5 000 individus.
En 1978, l'Académie chinoise des sciences créa une branche de l'Institut d'hydrobiologie de Wuhan : le Centre de recherche sur le dauphin d'eau douce.

## Chronologie du déclin de l'espèce
- Début du XXe siècle : 5 000 individus[6].
- 1979 : La République populaire de Chine déclare le dauphin de Chine « en danger ».
- 1983 : Une loi nationale interdit la chasse du dauphin de Chine.
- 1986 : Population de 300 individus.
- 1990 : Population de 200 individus.
- 1997 : Population de moins de 50 individus (13 trouvés[6]).
- 1998 : Seulement 7 dauphins comptabilisés.
- 2002 : Mort du dernier spécimen captif[7].
- 2006 : L'espèce est considérée comme fonctionnellement éteinte après qu'une expédition de 39 jours échoue à retrouver un seul spécimen[8],[9],[10],[11].
- 2007 : L'Académie chinoise des sciences annonce officiellement la disparition du dauphin de Chine, unique espèce de dauphin d’eau douce du pays.
- 2016 : Des naturalistes chinois affirment avoir aperçu un dauphin de Chine dans le Yang-Tsé[12],[13].

La taille de la population a toujours été difficile à estimer. Mais en décembre 2006, l'espèce a été déclarée fonctionnellement éteinte à la suite de l'incapacité d'une expédition de trouver le moindre individu. S'il s'est vraiment éteint, il s'agira du premier cétacé déclaré éteint à cause de l'activité humaine. En outre, cela faisait une cinquantaine d'années qu'aucune espèce de grand vertébré n'avait été déclarée éteinte. La dernière en date est l'otarie du Japon.
Un spécimen captif, un mâle nommé Qi Qi, vécut à l'Institut d'hydrobiologie de Wuhan de 1980 au 14 juillet 2002. Qi fut capturé par un pêcheur dans le fleuve Yangzi Jiang. Il y eut un autre dauphin capturé, qui mourut après un séjour d'un an (1996 à 1997) dans le sanctuaire semi-naturel du dauphin de Chine à Shishou qui était vide depuis 1980. Une femelle fut également trouvée près de Shanghai en 1998, mais celle-ci ne se nourrit pas suffisamment et mourut un mois plus tard.
Pour un des membres de l'expédition de 2006, le biologiste Sam Turvey de la Société de zoologie de Londres, cette perte est une tragédie : « elle représente la disparition d'une branche complète dans l'évolution de l'arbre de vie. 
Cela met bien en avant que nous n'avons pas encore pris nos complètes responsabilités en tant que gardiens de la planète ».
Malgré l'annonce officielle de sa disparition le 11 août 2007 par l'Académie chinoise, une photographie d'un individu aurait été prise le 13 août 2007 dans la ville de Tongling dans la province chinoise du Anhui. Authentifiée par les scientifiques, cette photo serait bien celle d'un dauphin de Chine qui, bien qu'il n'ait peut-être pas encore totalement disparu, est en très grand danger d'extinction.

### Dernières observations
Les dernières observations confirmées ont eu lieu au début du XXIe. Une femelle enceinte avait été retrouvée bloquée à Zhenjiang en novembre 2001. Un spécimen a été photographié dans la section de la rivière Tongling en mai 2002. La dernière observation confirmée aurait eu lieu en août 2004,.

## Causes de la supposée extinction
Les causes de l'extinction du dauphin de Chine sont multiples :
- la pollution importante des rivières chinoises et notamment du Yangzi Jiang ;
- le nombre croissant de cargos parcourant le Yangzi Jiang, empêchant l'écholocation du dauphin de fonctionner ou les blessant avec leurs hélices ;
- les filets de pêcheurs capturant les dauphins ;
- les chamboulements environnementaux dus au barrage des Trois-Gorges[19].

## Conservation

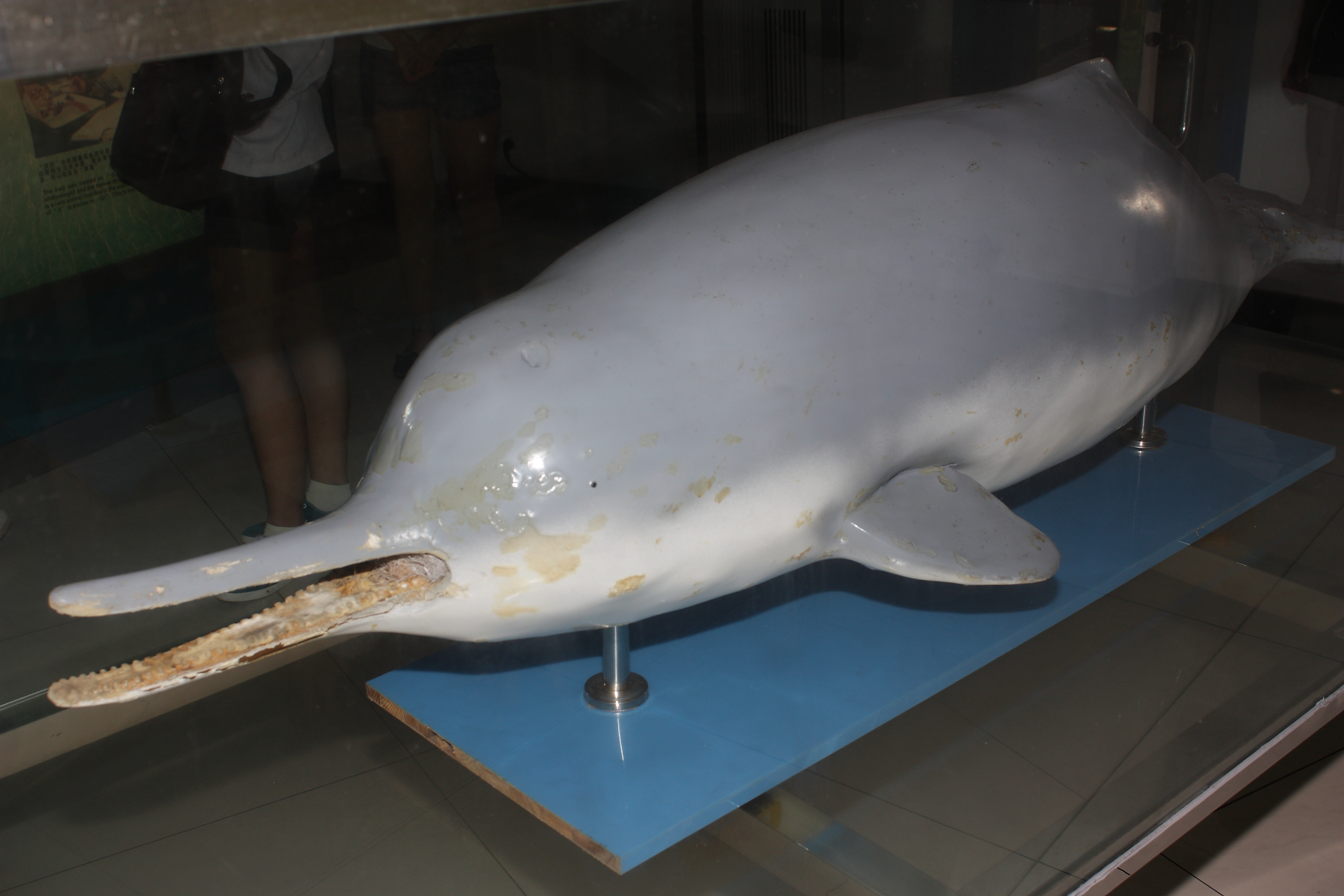
Qi Qi, le dernier spécimen captif naturalisé.

Dans les années 1980 et 1990, plusieurs tentatives pour capturer des dauphins et les placer dans des réserves eurent lieu. Les dauphins devaient ensuite être réintroduits dans le fleuve, après que leur nombre eut augmenté. Cependant, il se révéla difficile de capturer les rares dauphins, et seule une petite partie des dauphins capturés survécut plus de quelques mois.
La Fondation pour la conservation du dauphin de Chine de Wuhan, la première organisation chinoise de protection d'une espèce aquatique, fut fondée en décembre 1996. La fondation a récolté 1 383 924,35 yuans (environ 134 571,94 euros) et a financé la préservation de cellules in vitro et la maintenance des équipements ainsi que le sanctuaire de Shishou créé en 1998.

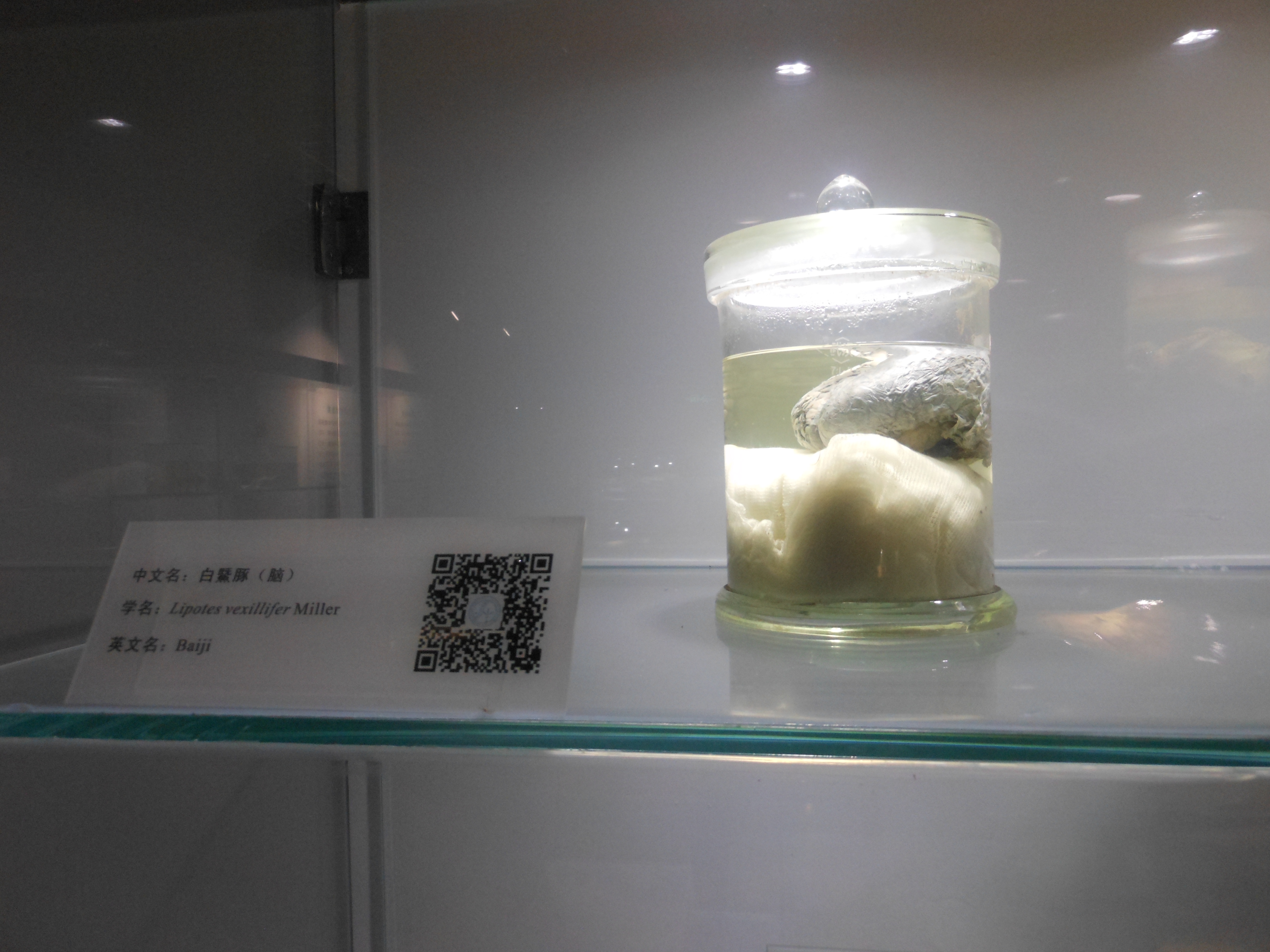
Le crâne d'un spécimen conservé à l'Institut d'hydrobiologie de Wuhan.

Cinq zones protégées du Yangzi Jiang ont été désignées comme réserves pour le dauphin de Chine après 1992. Quatre ont été créées dans le bras principal du fleuve, où le dauphin était activement protégé et où la pêche était interdite : deux réserves nationales (Shishou et Xinluo) et deux provinciales (Tongling et Zhenjiang). La cinquième zone protégée était un bras-mort isolé. À elles cinq, les réserves s'étendaient sur un peu plus de 350 kilomètres, soit à peu près un tiers de l'étendue du Yangzi Jiang, laissant non protégés les deux tiers de l'habitat de l'espèce.
Le Dauphin de Chine avait été déclaré fonctionnellement éteint depuis 2006. Mais en 2016, une équipe d'écologistes amateurs chinois affirment avoir aperçu un Baiji. Entre l'année 2016 et 2018, des étudiants bénévoles et des pêcheurs affirment avoir observé des Baijis près de Tongling. En mai 2018, la  CBCGDF (China Biodiversity Conservation and Green Development Foudation) dévoile une photo prise de loin de ce qui semble être un Baiji. Cette photo a été identifiée par des chercheurs internationaux comme étant réellement un Baiji,. 
Les efforts pour sauvegarder l'espèce furent insuffisants et trop tardifs, ainsi August Pfluger, le directeur de la fondation Baiji.org dit que 
« la stratégie du gouvernement chinois était bonne, mais le temps a manqué pour la mettre en application ».

## Possible réapparition
Le 30 septembre 2016, des naturalistes amateurs chinois lancent une expédition de 7 jours à Anqing pour trouver des Baijis[réf. souhaitée]. 
Le 4 octobre 2016, les naturalistes aperçoivent un animal de couleur blanche près de la ville de Wuhu (province d'Anhui). Tous les témoins de la scène affirmaient qu'il s'agissait d'un Baiji, y compris les pêcheurs. 
Song Qi, le chef de l'expédition affirme avoir vu un "point blanc", puis il a vu l'animal sauter une deuxième puis une troisième fois avant de disparaître rapidement.
Cependant, ils n'ont pas eu le temps de prendre une photo de l'animal observé. Immédiatement après l'observation, Song Qi a pris contact avec des spécialistes de l'Académie chinoise des sciences de Wuhan qui les ont rejoints pour le reste de leur expédition, mais ils n'ont plus aperçu le mystérieux animal. 
En 2018, un groupe de photographes bénévoles à la China Biodiversity Conservation and Green Development Foundation disent avoir vu un Baiji et l'ont même photographié.